# Jairo González Mora
Jairo González Mora, alias Byron Yepes (Cabrera, Cundinamarca, 1959), es un político y exguerrillero colombiano miembro de las Fuerzas Armadas Revolucionarias de Colombia - Ejército del Pueblo (FARC-EP).  

## Biografía
Nació en Cabrera (Cundinamarca), municipio que su padre Gerardo González ayudó a fundar en la época de La Violencia y de las guerras del Sumapaz. Fue integrante de la Juventud Comunista (JUCO), realizó estudios de Ingeniera Electrónica en la Escuela Superior Técnica de Brno en la República Socialista de Checoslovaquia (hoy  República Checa).
Fue Integrante de las FARC-EP durante 34 años, donde era conocido como "Byron Yepes", en 1983, con 22 años de edad, habría ingresado al frente 14 de las  FARC-EP, y luego lo asignarían a organizar las milicias urbanas en Bogotá, en el Frente Urbano Antonio Nariño y capturado en el centro de Bogotá en 1997, siendo miembro de la seguridad del Estado Mayor del Bloque.  
Según la prensa estudió tres carreras profesionales, una en la URSS y otra la terminó mientras estaba detenido en la cárcel La Modelo de Bogotá (1997-2000), de donde fue liberado por vencimiento de términos, a partir del año 2000 sería miembro del Estado Mayor del Bloque Oriental de las FARC-EP. 
Llegó al frente 27 de las FARC-EP en el Meta, donde finalmente se desmovilizó en el 2017 en el municipio de Vista Hermosa (Meta) donde se concentraron 337 combatientes.
Es integrante de la dirección nacional de la Fuerza Alternativa Revolucionaria del Común. Hoy partido Comunes. 
El 20 de julio de 2018 se posesionó como congresista por Bogotá en la Cámara de Representantes, pero renunció a su curul por problemas de salud, convirtiéndose en el primer congresista en renunciar después del 20 de julio de 2018, lo remplazó Carlos Alberto Carreño Marín.